# Tommaso
Tommaso ist ein italienischer männlicher Vorname, die italienische Form von Thomas. Zur Herkunft und Bedeutung des Namens siehe hier. Tommaso kann auch als Familienname auftreten.

## Namensträger

### Vorname
- Tommaso Agudio (1827–1893), italienischer Ingenieur
- Tommaso Bianchi (* 1988), italienischer Fußballspieler
- Tommaso Buscetta (1928–2000), sizilianischer Mafioso
- Tommaso Campanella (1568–1639), italienischer Philosoph
- Tommaso Di Ciaula (1941–2021), italienischer Schriftsteller und Journalist
- Tommaso del Garbo (~1305–1370), italienischer Mediziner
- Tommaso Ghirlandaio (1424–nach 1480), italienischer Händler und Handwerker
- Tommaso Landolfi (1908–1979), italienischer Schriftsteller
- Tommaso Mocenigo (* um 1343; † 1423), 64. Doge von Venedig
- Tommaso da Modena (* um 1325; † nach März 1368/ vor 16. Juli 1379), italienischer Maler aus Modena
- Tommaso Romito (* 1982), italienischer Fußballspieler
- Tommaso Sala (* 1995), italienischer Skirennläufer
- Tommaso Tittoni (1855–1931), italienischer Diplomat, Politiker und 1905 Ministerpräsident
- Tommaso de Vigilia (aktiv 1444–1497), italienischer Maler der Frührenaissance auf Sizilien

### Familienname
- Bruno Tommaso (* 1946), italienischer Bassist und Komponist des Modern Creative Jazz
- David di Tommaso (1979–2005), französischer Fußballspieler
- Giovanni Tommaso (* 1941), italienischer Bassist